# D 825 (Türkei)
Die Straße D 825 (Devlet yolu 825) ist eine 331 km lange Straße in der Türkei. Sie verläuft generell in Nord-Süd-Richtung von Sarız südlich von Pınarbaşı zur Grenze zwischen Syrien und der Türkei. Die Straße weist 11 Tunnel auf, der längste davon mit über 4000 m.

## Verlauf
Die Straße zweigt von der D 815 nach Süden ab, führt nach Göksun und von dort weiter über den Pass Alikayası Geçidi nach Kahramanmaraş, wo sie die Straße D 835 abzweigen lässt, und nach Nurdağı. Dort kreuzt sie die Autobahn Otoyol 52 und die West-Ost-Achse der D 400 (Europastraße 90). Sie setzt sich über İslahiye nach Hassa fort. Kurz vor Hassa zweigt die D 410 nach Kilis ab. Die D 815 führt nach Kırıkhan weiter, wo sie auf die D 827 trifft, und bildet bis zum Zusammentreffen mit der D 817 in Topboğazi einen Abschnitt der Europastraße 98. In ihrem weiteren Verlauf nach Antalya (Provinz Hatay), wo sie die D 420 kreuzt, ist sie Teil der Europastraße 91. Von dort führt sie nach Südsüdwesten zur Grenze von Syrien beim Grenzübergang Yayladağı Sınır Kapısı.